# Casato di Salm
Il casato di Salm era una famiglia nobile originaria di Vielsalm nelle Ardenne nell'attuale Belgio e governanti di Salm. È soprattutto noto per le esperienze del ramo che è venuto ad essere localizzato nei Vosgi e nel corso del tempo a governare un principato cui capitale fu Badonviller poi Senones.
I suoi membri di rilievo furono conti del Basso Salm nelle Ardenne, advocati dell'abbazia di Saint-Pierre de Senones, conti dell'Alto Salm nei Vosgi, governatori di Nancy, marescialli di Lorena, marescialli di Bar, principi del Sacro Romano Impero e principi sovrani del principato di Salm-Salm.

## Storia

### I primi conti di Salm
Giselberto figlio cadetto di Federico, conte regnante di Lussemburgo, è il primo conte di Salm a noi noto (Salm nelle Ardenne oggi Vielsalm e Salmchâteau in Belgio). Fu anche conte di Longwy, e ricevette il Lussemburgo alla morte del fratello Enrico II nel 1047. Egli, poi, trasferì la contea di Salm ad uno dei suoi figli minori,  Ermanno I. Quest'ultimo è considerato come il capostipite del Casato di Salm.